# Diplomatische Edition
Als diplomatische Edition bezeichnet man in der Editionswissenschaft eine Ausgabe eines Textes (Edition), die auf der Grundlage eines einzelnen Textzeugen erstellt wird und dessen Wortlaut sehr genau wiedergibt.

## Begriff
Der Begriff leitet sich vom Begriff ‚Diplomatik‘ (Urkundenlehre) ab, wo dieser Editionstyp schon früh eine besonders wichtige Rolle gespielt hat. Im Gegensatz zu anderen historischen Quellen wurden mittelalterliche Urkunden schon seit dem 18. Jahrhundert und werden bis heute meist auf Basis nur eines Textzeugens (vorzugsweise des Originals) und oft sehr viel vorlagengetreuer als chronikalische und literarische Quellen ediert.

## Merkmale
Diplomatische Editionen orientieren sich im Gegensatz zu anderen Typen von Editionen stark am jeweiligen Textzeugen und nicht z. B. dem vermuteten Autorwillen oder einer durch Textkritik rekonstruierten Textstufe. Diplomatische Editionen sind möglichst vorlagengetreu. Daher verzichten Herausgeber auf Normalisierung der Orthographie ganz oder jedenfalls sehr weitgehend; diplomatische Editionen verwenden daher oft sonst ungebräuchlichen Schriftzeichen, z. B. für e caudata („ę“) und langes s („ſ“). Vor allem bei digitalen Editionen kann die Zahl der für eine diplomatische Edition verwendeten Zeichen dabei sehr groß sein. Auch offenkundige Fehler in der Vorlage werden nicht oder nur im Apparat durch Emendation verbessert; Abkürzungen werden, anders als in anderen Editionen, nicht oder zumindest nicht in allen Fällen aufgelöst.
Insgesamt ist die Transkription sehr vorlagennah. Auch das Layout der Vorlage wird meist bewahrt, z. B. durch zeilengetreue Wiedergabe, Nachahmung mehrzeiliger Initialen und teilweise sogar Übernahme unterschiedlicher Farbigkeit der Schrift. Diplomatische Editionen können sich daher Faksimile-Editionen annähern. Bei sehr großer Vorlagentreue spricht man auch von hyperdiplomatischen Editionen.
Wie andere kritische Editionen auch enthalten diplomatische Editionen neben dem Obertext einen textkritischen Apparat und eine Einleitung, die alle wichtigen editorischen Entscheidungen dokumentiert und die handschriftliche Überlieferung darstellt.

## Vor- und Nachteile
Eine vorlagentreue Edition ist für viele Forschungsfragen hilfreich, die sich auf Elemente beziehen, die in anderen Editionstypen durch Normalisierung verloren gehen. Um z. B. die historische Entwicklung der Zeichensetzung, der Groß-/Kleinschreibung oder allgemein der Orthographie zu untersuchen, sind Editionen nur dann brauchbar, wenn diese Elemente nicht durch Normalisierung verändert wurden. Der Verzicht auf Eingriffe in den Text bedeutet auch, dass der Obertext unabhängig von Hypothesen über die übrige Überlieferung erstellt wurde. Insgesamt sind diplomatische Editionen, wie Faksimiles, langfristiger nutzbar als andere Editionstypen, da sie sämtliche Informationen wiedergeben, auch solche deren Wert sich vielleicht erst durch künftige, neue Fragestellungen ergibt.
Als Nachteil diplomatischer Editionen wird oft genannt, dass der Verzicht auf Normalisierung und Glättungen eine unter Umständen starke Störung des Leseflusses und der Verständlichkeit bedeute. Anders als Editionen, die auf stemmatologischer Basis erstellt werden, machen diplomatische Editionen auch keine Aussagen über andere Textstufen, insbesondere nicht über mögliche Originale oder andere Fassungen; dementsprechend kann zwar die Einleitung, nicht aber die diplomatische Edition selbst Aussagen darüber treffen, wie sich der edierte Text zu anderen Fassungen verhält. Ein weiterer Nachteil bei der Erstellung diplomatischer Editionen kann der größere Arbeitsaufwand infolge möglichst großer Genauigkeit der Nachahmung der Vorlage sein.

## Verbreitung

### Diplomatik
Diplomatische Editionen sind bei Urkunden des Mittelalters und der Frühen Neuzeit üblich, seit diese überhaupt ediert werden. Die Mischung aus paläographischen Abschriften und buchstabengetreuer Transkriptionen, die Jean Mabillon 1681 in seinem Werk De re diplomatica zur Wiedergabe mittelalterlicher Urkunden als Faksimile in Form von Kupferstichen eingefügt hat, kann als Beginn der diplomatischen Editionspraxis gelten.
Da im Vergleich zu literarischen Quellen vergleichsweise häufig genau ein Textzeuge erhalten ist, zugleich aber der Anteil der Fälschungen sehr hoch ist und die Echtheitskritik oft bei der Verwendung spezieller Zeichen (Chrismon, Herrschermonogramm), orthographischen und metrischen Besonderheiten, Datierungsfehlern und anderen Eigenheiten ansetzt, waren und sind vorlagentreue Editionen für die Diplomatik von besonderem Wert. Teilweise ist auch unklar, nach welcher Norm eine Normalisierung überhaupt erfolgen sollte.
Editionen von Urkunden bieten normalerweise den nicht normalisierten Wortlaut der jeweiligen Vorlage und enthalten eigene Siglen für spezielle Zeichen wie das Chrismon; Passagen in Elongata sind als solche markiert. Maßgeblich wurden die Editionsrichtlinien der Diplomata-Reihe der Monumenta Germaniae Historica. Noch einmal vorlagentreuer sind die Editionen im Rahmen des Corpus der altdeutschen Originalurkunden, wobei auch hier im Laufe des Projektes unterschiedliche editorische Standards erprobt wurden.

### Bibelausgaben
Eine wichtige Rolle spielen diplomatische Ausgaben auch im Bereich der Textkritik des Alten und des Neuen Testamentes; ein Beispiel ist die Biblia Hebraica Quinta. Auch die Cambridger Septuaginta ist zumindest in weiten Teilen als diplomatische Edition (nämlich des Codex Vaticanus Graecus 1209) gestaltet.
Hintergrund ist die besondere Überlieferungslage der biblischen Schriften, die in außerordentlich zahlreichen Handschriften in verschiedenen Sprachen aus vielen Jahrhunderten vorliegen. Viele Bücher liegen in mehreren Rezensionen vor, für viele Handschriften sind Kontaminationen nachweisbar oder jedenfalls nicht auszuschließen. Zum einen ist dadurch die Anwendung der stemmatologischen Methode nur eingeschränkt und teilweise gar nicht möglich, in jedem Fall sind selbst die Vorarbeiten zu einem Stemma codicum mit ungewöhnlich großem Aufwand verbunden. Hingegen gab und gibt es für diplomatische Ausgaben zumal besonders wichtiger Handschriften seit langer Zeit und an vielen Orten einen Bedarf. Zum anderen gab es gegenüber kritischen Bibelausgaben immer wieder auch grundsätzliche Einwände. Seitens der katholischen Kirche unterlagen alle Bibelausgaben, deren Wortlaut von denen der römischen Ausgaben abwichen, vom späten 16. bis in die Mitte des 20. Jahrhunderts der Zensur und wurden oft auf den Index gesetzt. Auch innerhalb der Bibelwissenschaft wurde an kritischen Editionen wie der Göttinger Septuaginta (durch Alfred Rahlfs) mehrfach bemängelt, dass es sich um einen ‚künstlichen Mischtext‘ handele, dessen Wortlaut auf zahlreichen Hypothesen beruhe. Solche Einwände sind innerhalb der christlichen Theologie schwerwiegender, als es vergleichbare Einwände gegen ähnliche Editionen nichtreligiöser Texte in anderen Wissenschaften sind.

### Germanistische Mediävistik
Obwohl Karl Lachmann als einer der Gründerväter der Germanistik gilt, wird die mit seinem Namen verbundene Methode in der Germanistik heute oft kritisch gesehen und schon seit längerem selten angewandt. Seit mehreren Jahrzehnten überwiegen Editionen nach dem Leithandschrift-Prinzip, von denen viele diplomatische oder sogar hyperdiplomatische Ausgaben sind. Dafür gibt es mehrere Gründe: Zum einen haben mittelalterliche literarische Texte oft keine geschlossene Überlieferung (eine der Voraussetzungen für die Anwendbarkeit der stemmatologischen Methode), wobei andererseits häufiger als bei antiken Texten zeitnah zum Original entstandene Abschriften erhalten sind (was die Notwendigkeit stemmatologisch begründeter Konjekturen verringert). Zum zweiten werden in der Germanistik heute die bis weit ins 20. Jahrhundert übliche Normalisierung von Orthographie und Metrik sowie die Rückübersetzungen in ein normalisiertes Mittelhochdeutsch überwiegend abgelehnt. Drittens berücksichtigen germanistische Editionen stärker als solche anderer Disziplinen den material turn und linguistische Fragestellungen, für die vorlagentreue Editionen wichtig sind. Im Rahmen der New Philology werden Varianten-Reichtum und die Instabilität auch kanonischer Text wertgeschätzt. Viertens sind einige kanonische Texte zudem in derart wenigen Abschriften erhalten, dass diplomatische Editionen einzelner Textzeugen und/oder synoptische Editionen von zwei, drei oder vier Textzeugen für die Forschung besonders wertvoll sind, z. B. im Fall des Hildebrandsliedes (unikale Überlieferung), des Nibelungenliedes (drei Haupthandschriften), des Erec (eine vollständige Handschrift), der wichtigsten mittelhochdeutschen Liederhandschriften (drei Handschriften, darunter der Codex Manesse) oder des Tristans des Gottfried von Straßburg (unikale Überlieferung).

### Neugermanistik
Im Bereich der neueren deutschen Literatur sind diplomatische Editionen bzw. Werkausgaben, die auch diplomatische Transkriptionen (und/oder Faksimiles) enthalten, zum Standard geworden. Während ältere Editionen entweder auf den Autorwillen (vgl. Ausgabe letzter Hand) oder, vor allem, wo dieser unklar war, auf möglichst eindeutige, oft nur durch Emendation erreichbare Lesetexte zielte, setzten sich seit den 1970er Jahren vorlagentreue Ausgaben immer stärker durch. Ein sehr bekanntes Beispiel ist die Ausgabe der Werke Friedrich Hölderlins, vor allem für das Spätwerk, das in Form sehr zahlreicher autographer Fassungen und Fragmente vorliegt. Während ältere Ausgaben aus diesen Texten jeweils eine Lesefassung erstellten, im Vergleich zu der die anderen Textstufen bzw. andere Lesarten nur Vorarbeiten und Varianten waren, zielte vor allem die sogenannte Frankfurter Hölderlin-Ausgabe auf eine gleichwertige Präsentation aller Texte. Dazu wurden Faksimiles und diplomatische Transkriptionen in die Ausgabe aufgenommen und dabei auch solche Materialien, die von früheren Ausgaben nicht erfasst wurden. Dies wurde auch mit dem Charakter des Werkes begründet, dem eine solche Edition angemessen sei. Nach anfänglich teils heftigen Widerständen wurde die Frankfurter Ausgabe später zum Vorbild anderer neugermanistischer Editionsvorhaben (Georg Büchner, Franz Kafka, Heinrich von Kleist, Georg Trakl). Teilweise werden selbst diplomatische Editionen als nicht vorlagentreu genug angesehen und selbst bei Faksimiles betont, dass diese bereits eine ‚Übersetzung‘ der Vorlage darstellten.

### Digitale Editionen
Das Aufkommen digitaler Editionen, vor allem, wenn diese von Anfang an mit digitalen Hilfsmitteln erstellt wurden, hat zur größeren Verbreitung diplomatischer Transkriptionen als Teil von Editionen beigetragen. Zum einen fallen bei digitalen Editionen alle nur durch technische Möglichkeiten des Buchdrucks notwendige Normalisierungen weg. Zweitens sieht der Workflow zur Erstellung digitaler Editionen oft eine sehr vorlagennahe Erfassung von Textzeugen vor, die auch dann parallel zum Obertext verfügbar gemacht werden können, wenn dieser stark normalisiert ist oder aus anderen Gründen nicht der bzw. einer bestimmten Vorlage folgt.